# Blok (personaggio)
Blok è un personaggio dei fumetti pubblicati dalla DC Comics. È un supereroe del XXX secolo, che possiede un corpo massiccio e roccioso di incredibile forza e resistenza.

## Biografia del personaggio
Blok comparve per la prima volta come membro della Lega dei Super Assassini, dove fu manipolato da Dark Man, un clone di Tharok, perché attaccasse la Legione dei Supereroi. Blok, presumibilmente l'ultimo di una specie nativa del pianeta Dryad a base di silicio, fu convinto da Tharok che la Legione stava cercando di distruggere il suo pianeta natale, quando invece i Legionari cercavano un modo di salvarlo. Quando scoprì che i Legionari non erano suoi nemici, si ribellò agli Assassini e infine si unì alla Legione. Egli sapeva molto poco del resto della sua razza; non era neanche sicuro se la sua forma fosse quella di un bambino o di un adulto.
Blok fu relativamente lento all'abituarsi alla vita della Legione, anche se infine formò una stretta amicizia con due compagni di squadra, Timber Wolf e la Strega Bianca, e con quest'ultima passò molto tempo libero ad esaminare archivi voluminosi. Rimase con la squadra per molti anni, infine scegliendo di andarsene dopo il catastrofico piano di Black Dawn e l'incremento di controllo e di sospetto dell'Earthgov riguardo alle attività della Legione. Infine trovò la sua strada sul pianeta Planetoide Puppet, dove passò numerosi anni in isolata contemplazione. Poco dopo Polar Boy sciolse ufficialmente la Legione dei Supereroi.
Nel 2994, gli ex compagni di squadra di Blok Cosmic Boy e Reep Daggle cominciarono a riorganizzare la squadra, una mossa che attrasse immediatamente l'attenzione del corrotto Earthgov. Al fine di scoraggiare e demoralizzare il nuovo tentativo, gli alieni noti come Dominatori, che controllarono segretamente l'Earthgov per anni, assunsero Roxxas perché cercasse e uccidesse Blok, come avvertimento per i suoi compagni. Roxxas scoprì Blok sul Planetoide Puppet e svolse la sua missione con un'efficienza spietata, portando il corpo smembrato di Blok al ranch sul pianeta Winath, casa di Garth e Imra Ranzz. Lungi dal demoralizzare gli altri Legionari, tuttavia, gli atti di Roxxas li spronarono a tornare in azione, e fu immediatamente dopo aver scoperto l'assassinio di Blok che la Legione dei Supereroi fu riformata ufficialmente.
Al momento della sua morte combattendo contro Roxxas, Blok sembrò aver sperimentato un'esperienza extracorporea in cui tornò su Dryad, ed incontrò Strata della L.E.G.I.O.N., che riconobbe dalla mitologia. Strata gli promise di mostrargli la verità della sua storia ancestrale, dopodiché lo guidò all'interno di una serie di caverne. Pieno di gioia, l'ultimo pensiero del gentile e filosofico Blok fu quello di aver finalmente raggiunto l'illuminazione.

### Post-Ora Zero
Blok non comparve nella Legione post-Ora zero. Una Dryadiana di nome Brika fu introdotta in Legionnaries n. 71 (maggio 1999), protestando contro un gruppo di colonialisti che intendevano ricomporre il suo clan ibernato. Quindi, venne posseduta da un elementale della terra di nome Rrox, che distrusse il pianeta, pensando "Nessuno colonizzerà Dryad adesso".
Blok comparve brevemente (con altri Legionari da iterazioni precedenti della squadra come Tyroc e Dawnstar) in Legion of Super Heroes vol. 5 n. 15, come un personaggio in una "storia da campeggio" dove fu mostrata l'influenza della Legione, e le leggende urbane e i miti che vi giravano attorno. Questa comparsa fu un semplice cammeo, e non sembrò avere luogo nella continuità attuale della serie.

### DopoCrisi infinita
Blok, insieme a molti altri Legionari pre-Crisi, comparve come statua nella Fortezza della Solitudine di Superman in Justice League of America vol. 2 n. 8. Comparve anche come membro della Legione nella storia Superman e la Legione dei Super-Eroi.
In Final Crisis: Legion of 3 Worlds n. 2, Blok salvò Mysa da Mordru su Zerox, assistito nel salvataggio da Dawnstar, Wildfire e Rond Vidar. Si scoprì a questo punto che lui e Mysa avevano una relazione, una relazione che fu solo brevemente accennata come una sbandata non corrisposta di Blok nella Legione pre-Crisi. Blok aiutò a combattere la Legione dei Supercriminali finché non subì delle gravi ferite per mano di Mordru. Per salvarlo, Mysa assorbì la magia di Mordru diventando la Strega Nera, e lasciò la Legione per il Mondo dello Stregone quando la battaglia giunse al termine. Una volta che le sue ferite guarirono, Blok seguì Mysa, e la convinse a lasciarsi aiutare da lui per imparare ad avere a che fare con la magia nera di Mordru.

## Poteri e abilità
Le abilità di Blok variarono durante la sua carriera. Anche con la sua enorme taglia e la forma rocciosa suggerirono una forza sovrumana ed una quasi-invulnerabilità, non mostrò mai tali abilità durante la sua prima comparsa. Piuttosto, sembrò essere in grado di assorbire vari tipi di attacchi energetici, essendo specificatamente immune ai poteri anti-gravità di Lightning Lass. Nella sua seconda comparsa, fu affermato esplicitamente di essere in grado di aumentare la sua stessa massa. Questo potere sembrò non essere interamente sotto il suo controllo; quando si unì alla Legione, fu affermato che servivano 3 anelli da volo per sorreggerlo. Perché il suo compagno di squadra Colossal Boy (che a sua volta poteva incrementare la sua massa e la sua taglia) poteva servirsi di un solo anello, ma Blok no, non fu mai spiegato.
Durante il periodo di Blok nella Legione, fu affermato definitivamente che aveva una massiccia forza sovrumana. I relativi limiti non furono mai svelati; fu affermato che non poteva essere paragonato ai livelli dei Kryptoniani, dei Daxamiti o dell'Ultra Boy pre-Crisi, ma sembrò più forte di Timber Wolf e, probabilmente, di Colossal Boy. Al contrario di ciò, la sua resistenza era maggiore di quella di questi ultimi due eroi, anche se non raggiunse mai i livelli di quella dei Kryptoniani. Questo fu comunque contraddittorio quando dovette difendersi corpo a corpo contro i Daxamiti pre-Crisi durante un'invasione guidata da Darkseid ai Pianeti Uniti durante la "The Great Darkness Saga" in Legion of Super-Heroes vol. 4 n. 94. Le sue abilità recuperate furono comunque vaghe. Nelle sue prime esperienze, il suo corpo incluse una formazione simile ad un collare intorno al suo collo che fu distrutto durante la Great Darkness Saga, ma che poi ricrebbe, e sembrò comunque che fosse rimasero illeso dalla sua mancanza. Una formazione sulla sua faccia che somigliava ad un naso gli fu strappato.
Fu scritto anche che Blok possedeva l'abilità di comunicare telepaticamente con altre forme di vita a base di silicio. Nonostante le sue ricerche, non ne trovò alcuna, così quest'abilità non fu mai esplorata.
Nel corso del tempo, le sue prime abilità di cambiare massa e assorbire energia furono de-enfatizzate in favore della sua superforza. Verso la fine della sua vita cominciò a mutare in una forma differente, più larga di quella precedente e possedeva numerose protuberanze che espellevano plasma energetico di quando in quando. Si speculò che la forma precedente di Blok fosse immatura, presumibilmente uno stato larvale, e che i cambiamenti del suo corpo erano in realtà una metamorfosi come quella di una farfalla. Un'altra supposizione era che Blok fosse alla ricerca della maturità e cominciò a mostrare i segni dell'indicazione della sua razza che era un maschio. Una Dryadiana del XX secolo, Strata della L.E.G.I.O.N., si metamorfizzò in una versione al diamante. Quando le fu chiesto riguardo alla sua metamorfosi, rispose "Credo che significhi che sono una femmina".

## Altri media
- Blok comparve nell'episodio "Lontani da casa" della serie animata Justice League.
- Blok comparve quattro volte nella serie animata Legion of Super Heroes in piccoli cammei o scene di folla in cui non ebbe alcuna battuta.